# Salins-les-Thermes
Salins-les-Thermes era una comuna francesa situada en el departamento de Saboya, de la región de Auvernia-Ródano-Alpes, que el 1 de enero de 2016 pasó a ser una comuna delegada de la comuna nueva de Salins-Fontaine al fusionarse con la comuna de Fontaine-le-Puits.

## Demografía
| Gráfica de evolución demográfica de Salins-les-Thermes entre 1800 y 2013 |
|                                                                          |

Los datos demográficos contemplados en este gráfico de la comuna de Salins-les-Thermes se han cogido de 1800 a 1999 de la página francesa EHESS/Cassini, y los demás datos de la página del INSEE.